# توستر کوچولوی شجاع برای نجات
توستر کوچولوی شجاع برای نجات (انگلیسی: The Brave Little Toaster to the Rescue) یک فیلم است که در سال ۱۹۹۷ منتشر شد. از بازیگران آن می‌توان به دینا الیور اشاره کرد.